# Clubiona violaceovittata
Clubiona violaceovittata là một loài nhện trong họ Clubionidae.
Loài này thuộc chi Clubiona. Clubiona violaceovittata được Ehrenfried Schenkel-Haas miêu tả năm 1936.